# Pango Aluquém
Pango Aluquém é um município da província do Bengo, em Angola. 
Em 2014 tinha 6.571 habitantes. É limitado a norte pelo município dos Dembos, a leste pelos municípios de Bula Atumba e Gonguembo, a sul pelos municípios de Golungo Alto e Cambambe e a oeste pelo município do Dande.
O município é constituído pela comuna-sede, correspondente à cidade de Pango Aluquém, e pela comuna de Cazuangongo.